# Mishima (Shizuoka)
Mishima (三島市 Mishima-shi?) es una ciudad que se encuentra al este de la Prefectura de Shizuoka, en la base de la Península de Izu y al pie de Monte Fuji en Japón.
Según datos del 2021 la ciudad tiene un población de 108 568 habitantes y una densidad de 1750 personas por km². El área total es de 62,02 km².
La población ha aumentado desde que la línea de Tōkaidō Shinkansen, el tren de alta velocidad, hiciera posible que se vayan al Tokio por una hora.
La ciudad es famosa por manantiales limpios y el santuario sintoísta de Mishima Taisha.
También la ciudad está en el Parque Nacional de Fuji-Hakone-Izu, y es la base turística para los pueblos de aguas termales en la Península de Izu y los puntos de buenos paisajes de Hakone.
También la Estación de Mishima es el punto de partida de la Línea Sunzu de Izuhakone Railway, que conduce a los ciudades de aguas termales (温泉 onsen) que están en el centro de la Península de Izu.

## Historia
Mishima es una ciudad antigua que se ha desarrollado alrededor del santuario sintoísta que se llama Mishima Taisha.
Desde el Período Nara, la Ciudad de Mishima era la capital de la Provincia de Izu por eso se conserva el kokubunji, el templo principal de la Provincia de Izu. En el Período Edo, la ciudad floreció como un pueblo de posta en la Carretera Tōkaidō, que conectaba Edo con Kioto. La posta de Mishima(三島宿 Mishima-shuku) era la 11a (había 53 postas en total) contada desde Edo, y era la cuarta más grande de toda la carretera, con 80 albergues. Este territorio era gobernado por el Shogunato Tokugawa.
Mishima fue una parte de la prefectura efímera de Nirayama en 1868, el primer año del Período Meiji. Esta prefectura se fusionó con la prefectura efímera de Ashigara en 1871 y luego se convirtió en una parte de la Prefectura de Shizuoka el 18 de abril de 1876. En 1892 el Príncipe Akihito Komatsu, de la familia imperial de Japón, estableció su villa en Mishima. Esta villa y su jardín es ahora conocida como Rakuju-en, renombrada por las piedras de lava de Monte Fuji, varios árboles y una laguna de manantial, y es un lugar turístico de la ciudad.
La ciudad consiguió la primera conexíon a la línea de ferrocarril en 1898, pero la estación estaba un poco separada del centro de Mishima, en la actual ciudad de Nagaizumi (長泉町), otra municipalidad. Fue en 1906 que se llevó a cabo la construcción del Túnel de Tanna y la línea ferrocarril de Tōkaidō llegó a pasar en la ciudad. Se estableció la nueva estación de Mishima, mientras que la antigua fue re-denominada estación de Shimo-Togari, y entonces la ciudad empezó a desarrollarse rápidamente. Desde 1969 el Tōkaidō Shinkansen, el tren bala, para en esta estación.

## Transportes
La estación de Mishima (三島駅 Mishima-eki) es la única estación de Japan Railways (JR) de la ciudad. Allí paran todos los trenes de línea Tōkaidō (東海道線) y una parte de Tōkaidō Shinkansen (東海道新幹線).
En la estación hay correspondencia con la otra línea ferrocarril de la ciudad, línea Sunzu (駿豆線) de Izuhakone Railway (伊豆箱根鉄道). De las 13 estaciones de esta línea, 5 se ubican dentro de esta ciudad, que, además de la estación de Mishima, son: Mishima-Hirokōji (三島広小路駅), Mishima-Tamachi (三島田町駅), Mishima-Futsukamachi (三島二日町駅) y Daiba (大場駅).
Dentro de la ciudad no hay aeropuertos. Las opciones disponibles son el aeropuerto de Haneda y el aeropuerto de Shizuoka.

## Escudo y bandera
El escudo de la ciudad consta de un octágono y tres líneas dentro de él. El octágono es idéntico al escudo de Mishima Taisha (三嶋大社 en japonés; o Gran Santuario de Mishima) y al mismo tiempo es la ilustración de Monte Fuji (富士山), que está a 30 kilómetros de la ciudad. Las tres líneas representan la letra 三 (san o mi, la primera letra del nombre de la ciudad) y los corrientes limpios de agua, por los que tiene la fama la ciudad.

## Sitios túristicos
- Mishima Taisha (三嶋大社), santuario sintoísta
- Rakuju-en (楽寿園), jardín botánico y zoológico, antigua residencia de la casa imperial
- Gembē-gawa (源兵衛川), arroyo famoso por luciérnagas y la agua límpida[10]
- Mishima Skywalk (三島スカイウォーク), puente colgante con paisajes de Monte Fuji[11]

## Ciudades hermanadas y acuerdos de cooperación

### Ciudades hermanadas
- 1957:  Pasadena, California, Estados Unidos
- 1991:  Nueva Plymouth, Nueva Zelanda

### Acuerdos de cooperación y asociación
- 1997:  Lishui, República Popular China

## Personas destacadas
- Evil, un luchador en New Japan Pro-Wrestling
- Naohiro Takahara, un futbolista japonés que juega como delantero en el Urawa Red Diamonds y ha jugado en la liga argentina y la alemana.
- Yukio Mishima, escritor: él NO tuvo relaciones directas con esta ciudad, pero su pseudónimo deriva del nombre de la ciudad.[12]